# Capheris langi
Capheris langi is een spinnensoort uit de familie van de mierenjagers (Zodariidae).
De wetenschappelijke naam van de soort werd in 1936 gepubliceerd door Reginald Frederick Lawrence.